# Ћипровци
Ћипровци (буг. Чипровци) су град у Републици Бугарској, у северозападном делу земље.
Седиште сз истоимене општине у оквиру Монтанске области.

## Назив
Према лингвисти Ивану Дуриданову, првобитно име овог места било је Кипуровец. Садашњи облик настао је постепено гласовном променом и синкопом. Назив је словенског порекла, али могуће је да има везе са позајмљеницом из архаичног грчког кипос (грч. κήπος, башта). Неки истраживачи изводе топоним из личног имена Кипра или Кипро, које имплицира лепоту и живост. Још једна популарна хипотеза, коју је Дуриданов одбацио, везује назив за латинску реч купрум (лат. cuprum, бакар) због бројних налазишта бакра и рудника из времена римске владавине над овим просторима.
Место се први пут спомиње у једном западном извору, то јест у једном латинском документу из 1565, као Chiprovatz. Слични облици попут Chipurovatz, Chiprouvatz, Chiprovotzii, Chiprovtzi, Kiprovazo, Chiprovatzium, Kiprovetz и Kiprovtzi били су у употреби у 16. и 17. веку. Посведочен српскохрватски изговор суфикса /at͡s/ за стандардни бугарски /ɛt͡s/ објашњава се утицајем такозваног „илирског језика“, који је коришћен међу фрањевачким редовницима у 17. веку.
Град је конвенционално био подељен на неколико махала од којих је већина добила назив према занимању и положају њених становника. Д. Маринов забележио је 1888. да су постојале следеће: Сребрил или Сребарна, Ћурчијска, Пазарска, Табашка, Парцал и Трап. Потврђено је да је до 17. века постојала Саксонска махала. Активно коришћени топоними Доњи крај и Горњи крај односе се на махале у зависности од тога да ли су ближе реци или планини.
Ћипровачки врх и Ћипровачки хриди код острва Рагд (Јужношетландска острва) добили су назив по Ћипровцима.

## Географија
Положај: Ћипровци се налазе у северозападном делу Бугарске, — 8 km југозападно од границе са Србијом. Град је смештен 130 km северозападно од Софије и 35 km западно од обласног средишта Монтане.
Град се налази на 480 m надморске висине у области Старе Планине, на обалама Ћипровачке реке.

## Историја
Познато је да је подручје око Ћипроваца била насељена почев од времена Трачана и касније за време Римског царства, када су налазишта руде метала била експлоатисана. Према историчару В. Велкову, долина реке Огосте била је настањена Трачанима од почетка 1. миленијума п. н. е. Према античким изворима, подручје су насељавали Трибали или сродна трачка племена. Римљани су после 29. п. н. е. покорили северозападни део данашње Бугарске и консолидовали свој власт на овом подручју за време Трајана (98—117).
Јужни Словени се насељавају у 7. веку. Од 9. века до 1373. област је била у саставу средњовековне Бугарске. Крајем 14. века област Димова је пала под петовековну власт Османлија.
За ширење католицизма по бугарским земљама заслужни су Дубровчани. Они су помагала фрањевачке мисионаре да делују у њиховом окружењу. Са католичким утицајем ширио се и српски језик, са књижевношћу насталом у западним крајевима тог дела Европе. Фрањевци су имали главни манастир - као упориште у Ћипровцу, (један од четири) јер их је ту било 1643. године и највише - 2140. Међу старим рударима немачким Сасима, развио се у месту јак католички центар. У Софији где је било седиште бискупа, је записано те године само 58 католика. Ту у Ћипровцу им је "столовао" и митрополит. Папа је у Ћипровцу 1637. године поставио за нотара за то место, Павла Матковића. Бугарски фрањевци су се служили и са српском ћирилицом, поред других писама.
У Ћипровцу је био рођен Петар Богдан Бакшић, који ће под именом Пиетро Диодато, бити надбискуп софијски. Петар је био 1628. године препоручен за даље школовање, и до 1631. године учио је у Риму. Те године постављен је за гвардијана у Ћипровцу, па се вратио у завичај. Његова обавеза је сада била да се брине о католичком манастиру и манастирској школи. Говорио је српски језик и италијански језик, а писао на ћирилици, глагољици и латиници. Године 1637. остарели бискуп софијски Илија га је изабрао за свог бискупског помоћника, са правом да га наследи. Године 1638. Петар Диодат је добио наслов "вјечног оца бугарске кустодије" због своје доброте прева свакоме и доброчинство према фрањевачком реду. Наставио је да живи у ћипровачком самостану. Када је 1641. године фра Илија бискуп од стране Турака утамничен а затим умро, Петар га је наследио у бискупској столици. Надбискуп је постао 1643. године.
Око 1630. године ћипровачки католици су се обраћали аустријском цару и пољском краљу за помоћ. Тражили су да их католици спасу од Турака. У 17. веку и католички мисионар Петар Парчевић из "Чипровца", обилазио је Европу, и на дворовима европских владара тражи да ослободе бугарске земље од Турака. Било је то 1645. године у време млетачко-турског рата, када је Парчевић покушавао да створи хришћански савез против турске силе. После пораза турске војске под Бечом, у Чипровцу се образовало војводство под вођством Парчевићемог сродника, Георгија Пејачевића. Али Турци су првом приликом уништили Чипровац са последњим бугарским бојарима. Било је то 1689. године - Ћипровац је наводно сравњен са земљом. Преживело становништво се масовно раселило по Влашкој, Угарској, Аустрији и Хрватској. То је позната "Ћипровачка катастрофа" у 17. веку.
У Сентандреји је 1690. године освећена православна црква звана "Ћипровачка". Наводно су се око ње окупили православни досељеници из тог града, који су стигли са патријархом Чарнојевићем.

## Срби у месту
Ћипровци су у току османске власти, као рударско место, имали одређену аутономију. Њиме су владали кнезови из српске породице Југовића. Један од њих, Петар Југовић, оставио је следеће сведочанство о својој владавини: "кнез Ћипровачки, Железне, Копиловаца, Клисуре, околине, сиреч Петар Југовић".
Место се у 19. веку назива "Ћипровац", а налази се у планинском крају званом Висок, и чувено је по ћилимима. То је подручје које се бави сточарством, а вуна је главни производ. Ту се израђују квалитетни ћилими, који се разликују од пиротских по боји. За разлику од пиротских који су црвене боје а белим или другом светлом бојом ишарани, ћипровачки су тамни тј. "затворене боје". Они су такође скромнији и јефтинији, због чега се више и траже, од пиротских.
И поред залагања српске делегације да овај градић припадне Србији, године 1878. град је постао део савремене бугарске државе. Гранична међа је раздвојила два ћилимарска производна центра Ћипровац и Пирот. Насеље постоје убрзо средиште окупљања за села у околини, са више јавних установа и трговиштем.

## Становништво
По проценама из 2007. Ћипровци су имали око 2.000 становника, од којих су највећи део етнички Бугари. Остатак су углавном Роми. Последњих деценија становништво града са смањује због велике удаљености од главних токова развоја у земљи.
Месно становништво је претежно православне вере.
Градска слава Ћипроваца је Петровдан (29. јуна по грегоријанском календару).

## Занимљивости
Неки бугарски националисти претендују на територију Србије до Велике Мораве, коју називају Бугарска Морава, док надбискуп барски и примас Србије Марин Бици 1610. године у свом путопису Софију и Ћипровце смешта у Србију.